# Spårväg

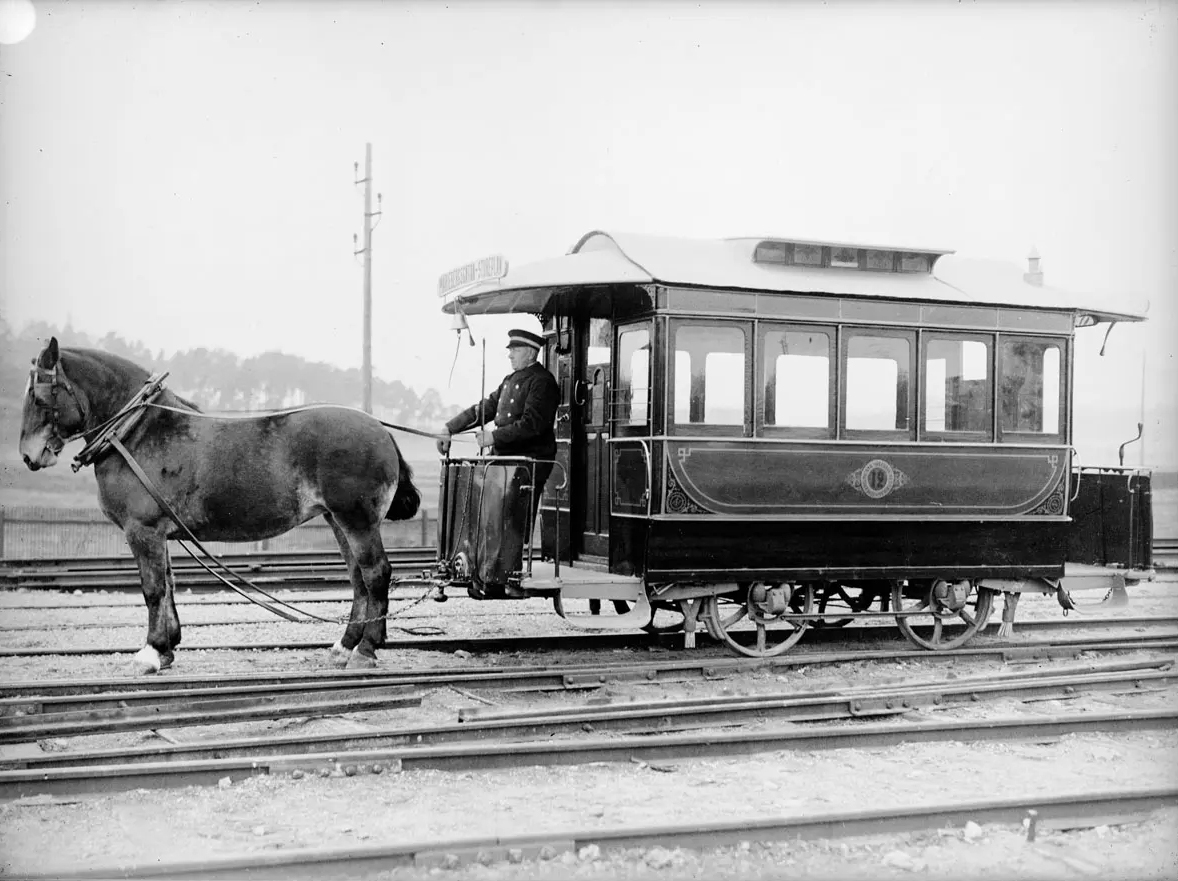
Hästspårvagn från år 1877 tillhörande Stockholms Nya Spårvägsaktiebolag.

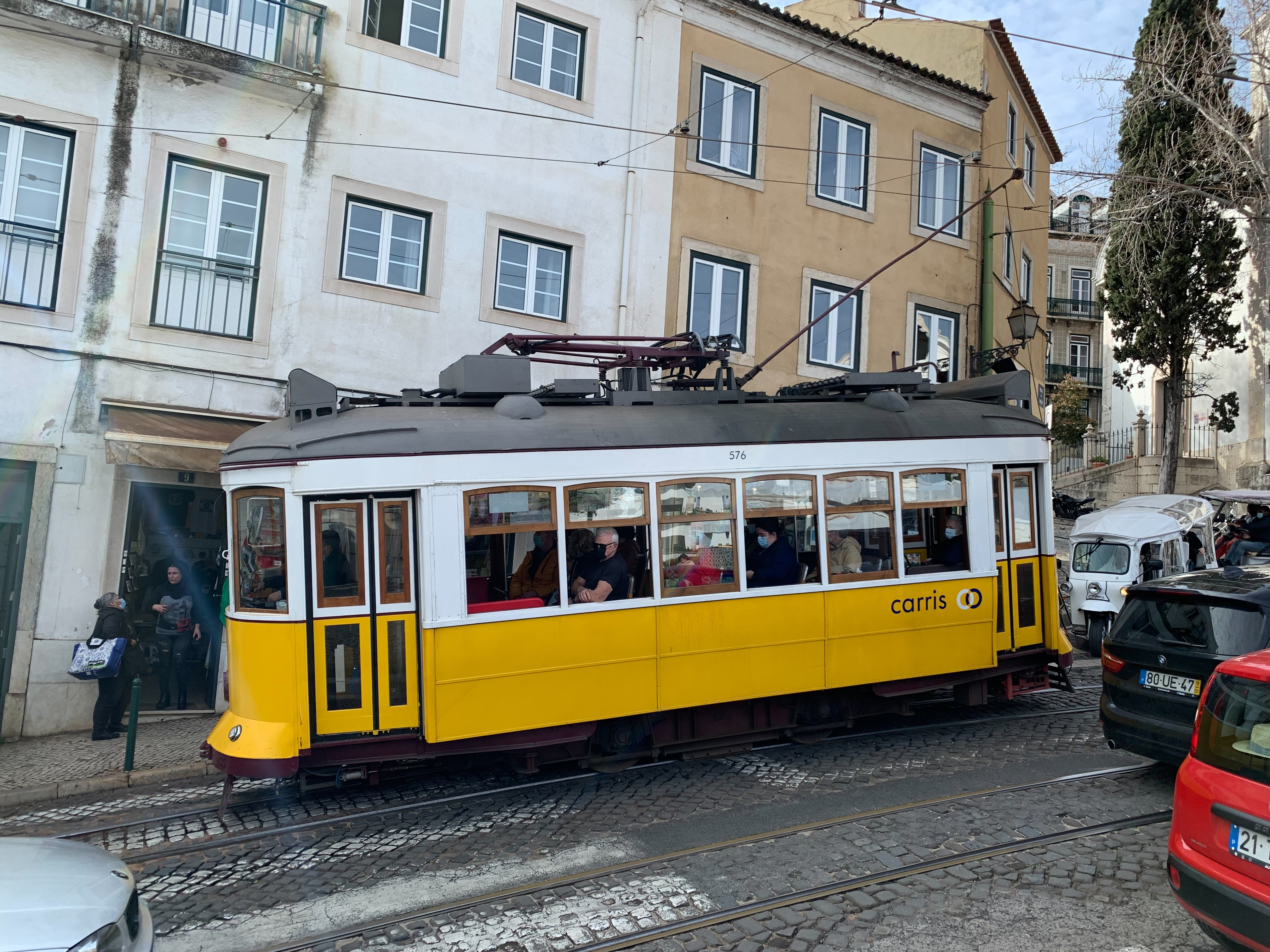
Brant spårsträcka i Lissabon.

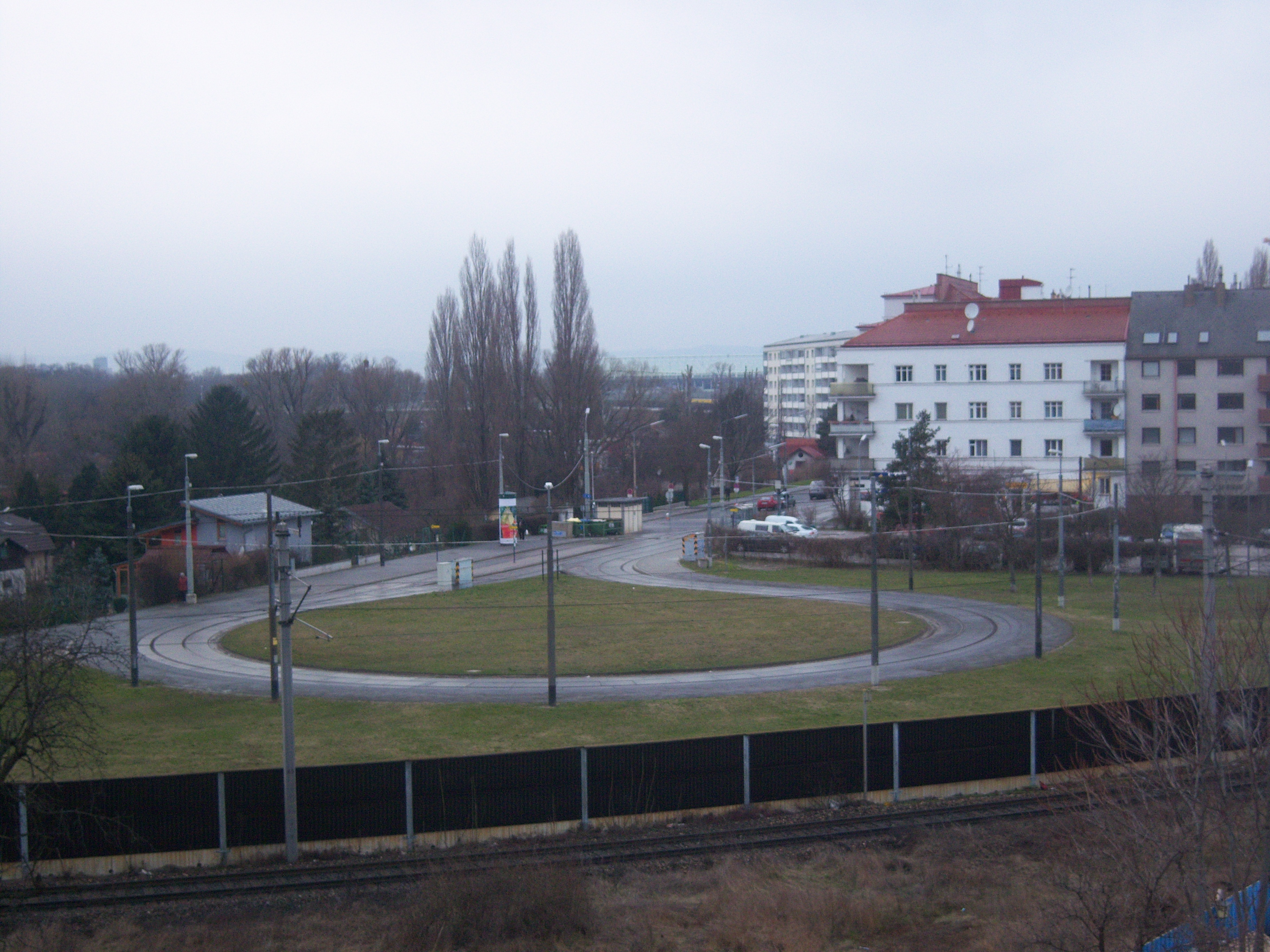
Vändslinga vid Bahnhof Wien Praterkai i Wien.

Spårväg är en anläggning för trafik med rälsfordon, vanligen med enklare utformning än järnväg eller tunnelbana och med lättare fordon. Historiskt har spårväg använts för transport av såväl gods som passagerare, inom städer och utanför. Numera syftar ordet framförallt på anläggningar för passagerartrafik, även om det fortfarande finns ett fåtal banor med godtransporter.
Spårväg trafikeras av spårvagnar. Spårväg erbjuder högre hastigheter och högre transportkapacitet än busstrafik, men lägre än tunnelbana. Denna relativt höga transportkapacitet gör spårvägen lämplig för medelstora till stora städer, varför den vanligen hittas just där. Vissa banor sträcker sig även utanför staden till närliggande städer och förorter. Ibland sker detta genom att spårvägen kopplar till konventionell järnväg, så kallad duospårvagn. Det kan vara en smidig lösning, som dock innebär att vagnarna måste byggas för att klara olika signalsystem och säkerhetsföreskrifter. Detta gör vagnarna dyrare, varför sådana system inte är så vanliga.

## Historik
De första spårvägarna var anläggningar med hästdragna vagnar på räls. Bland de första räknas Swansea and Mumbles Railway i Wales i Storbritannien, som öppnade 1807, samt New York and Harlem Railroad i New York, öppnad 1832. Spårvägarna började elektrifieras kring 1880-talet, med den första elektrifierade banan i Systerbäck nära Sankt Petersburg 1875 och med den första permanenta elektrifierade banan i Gross-Lichterfelde nära Berlin 1881.
Fram till första världskriget ökade antalet spårvägar i världen, med som mest runt 3000 anläggningar på 1920-talet. Bilismens genombrott och ökad användning av bussar som kollektivt transportmedel ledde till att många spårvägar avvecklades. Denna process pågick från första världskriget till 1980-talet.
På 1980-talet var 90% av världens spårvägar borta. Men det var också under 1980-talet som nya spårvägar började introduceras, främst efter oljekriserna 1973-74 och 1979. Först ut blev Edmonton i Canada, som 1978 öppnade en ny snabbspårväg. Ottawa i Kanada och San Diego i USA följde efter 1981.

## Stadsspårväg
Skillnaden mellan spårväg och ett tåg är inte alltid tydlig. Beskrivningen har därför delats upp i nödvändiga och vanliga egenskaper.
I Sverige ger myndigheterna tillstånd för antingen spårväg, tunnelbana eller järnväg. Reglerna varierar mellan länder, men tunnelbana och järnväg brukar inte få gå på gatumark. Mellanting i Sverige är Lidingöbanan och Långedragslinjen, vilka länge hade tillstånd som järnväg, men hela tiden trafikerats av spårvagnar. Dessa bägge övergick också under lång tid från gång på egen banvall till ren gatuspårväg.

### Nödvändiga egenskaper
Flexiblare linjedragning
En spårväg är mer flexibel än en järnväg och kan ha mindre kurvradier, såväl horisontella som vertikala. Horisontella kurvradier på ned till 18 meter är vanliga. Anledningen till att man förknippar spårvägen med stadsmiljön är att just dessa egenskaper lämpar sig för en spåranläggning i gator, där spåren ofta måste kunna svänga runt ett kvarter eller på annat sätt passa in i gatunätet.
Lokal
Spårvägen är ett lokalt transportmedel och anläggs sällan på sträckor längre än 20 km, beroende på låg maximal och medelhastighet, kort avstånd mellan hållplatser, generell hastighetsbegränsning och snäva kurvradier. För längre sträckor krävs det i regel högre medelhastighet, vilket är svårt att uppnå med en ren gatuspårväg, men är möjligt att uppnå med snabbspårväg, stadsbana, premetro eller duospårväg. Även avsaknad av signalsystem i äldre gatuspårvagnssystem minskar tillåten hastighet.
Person- och godsbefordran
En spårväg är främst avsedd för personbefordran medelst spårvagnar. Godstrafik på spårväg har dock förekommit i relativt stor utsträckning. I Göteborg har till exempel fraktades kött, socker, ved, styckegods och barnvagnar på särskilda godsspårvagnar. Det fanns till och med likspårvagnar i samband med spanska sjukan. I Malmö fraktades under tiden 1919–1963 stenkol från frihamnen till gasverket 8–9 gånger per dag med ett lokomotiv med två vagnar. Även i Helsingborg förekom godstrafik i stor omfattning. När lastbilar fick större betydelse från 1920-talet och framåt försvann efterhand godsspårvagnar och separat godstrafik på spårväg förekommer idag i Sverige endast vid spårarbeten. Även arbetsfordon, rälsbilar, kan trafikera en spårväg.
En lokal, icke flexibel spåranläggning främst avsedd för godstrafik – till exempel en skogsbana, bruksbana eller gruvbana – betraktas däremot inte som en spårväg, utan som en järnväg.
Elektrisk
I dag har princip alla spårvägar elektrisk drivning, oftast genom kontaktledning. Det har förekommit ång-, diesel- och bensindrivna spårvagnar, liksom hästdragna spårvagnar. En av eldriftens stora fördelar är frånvaron av direkta luftföroreningar, vilket är särskilt viktigt i en storstad. Det har under 2000-talet byggts vissa spårvägssträckor med batteridrift för att slippa kontaktledning på känsliga platser.

### Vanliga egenskaper
Bangeometri
Spårvägar kan vanligen också ha stora stigningar på över 60 promille. Även detta kan naturligtvis komma till pass i en stad. Fordonen klarar detta genom drivning på många hjul och bättre bromsar, alternativt som i San Francisco med kabeldrift. Undantaget är hästspårvägen, där hästarna inte klarade för branta backar. På hästspårvagnens tid hände det sig att man satte ut "hjälphästar" som tillfälligtvis kunde kopplas framför ordinarie häst i besvärliga stigningar. I Göteborg förekom detta över de branta broarna över Stora Hamnkanalen.
Gatuspår
En spårväg är vanligen anlagd i stadsmiljö. Tre spårvägsmiljöer kan urskiljas:
- spår på egen banvall, ofta med egen sträckning, med stora likheter med järnväg
- spår på avskilt spårområde av olika slag i gatumiljön, vilket är avsett enbart, eller i första hand, för spårvägsfordon
- spår i gata (rännskena) med delande av trafikyta med andra trafikslag, antingen med busstrafik, eller även med privatbilar vilket ger ganska stor risk för bilköer.

För spår på egen banvall tillåts de högsta hastigheterna. Ofta kör spårvagnarna på egen banvall i förorterna och i gatuspår i stadskärnan. Det beror på att förorterna vid spårvägens anläggande ofta tillåtit anläggning på öppen mark. Ett exempel på detta är Långedragslinjen. Stadskärnorna byggdes innan det fanns spårvägar och därmed var man hänvisad till gatorna. I Göteborg fyllde man delvis igen några kanaler och använde för spårvagnsspår.
De växlar som ligger i gata är också av en annan typ än järnvägens. De är liksom spåret försedda med rännor och kan vara konstruerade så att spårvagnen bitvis kör på flänsarna istället för på själva hjulen. När korsningsvinkeln är tillräckligt liten kan man dock använda så kallad djuprilla där hjulet går på sin normala löpyta genom korsningen. Normalt sett är växeln försedd med dubbla växeltungor, men det förekommer eller har förekommit växlar med bara en växeltunga.

Lokalt transportmedel

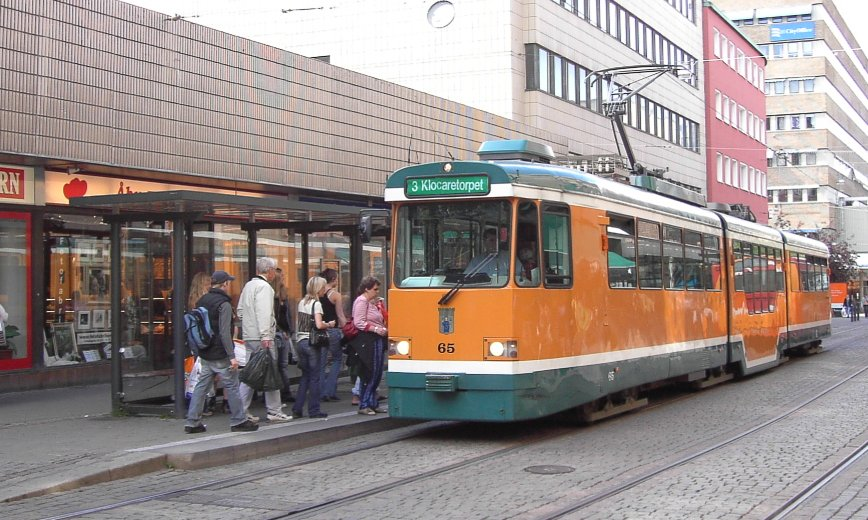
Linje 3 mot Klockaretorpet vid Söder Tull i Norrköping.

Turtätheten är ofta hög, i högtrafik ofta var tionde minut eller ännu tätare.
En spårväg har sällan speciella stationsbyggnader, men de kan förekomma.
Den har sällan höga plattformar. Instegshöjd på 30-32 cm mätt från rälsöverkant är standard i moderna spårvagnar.
Avstånden mellan hållplatserna kan variera beroende på omgivningen. Det vanliga är att de ligger mellan 400 och 800 meter i vanlig stadsmiljö. Kortare avstånd än så ger täta stopp och längre restider, längre avstånd ger snabbare restider men svårtillgängliga hållplatser med ett mindre totalt upptagningsområde som följd.
Ovan jord, Till skillnad från tunnelbanan går spårvägen i huvudsak ovan jord. Den kan dock även gå i tunnel. Hammarkullen på Angeredsbanan i Göteborg har Sveriges enda helt underjordiska spårvägsstation, eller snarare hållplats.
Tågväg och signaler
Spårvägar har sällan signalsäkerhetssystem för att förhindra påkörning bakifrån - vare sig med signaler eller med automatisk tågkontroll (ATC), utan man kör på sikt. I korsningar med övrig trafik styrs spårvagnen av en lokaltrafiksignal, som kan vara gemensam även för bussar. Denna signal visar stopp, vänta och kör (i Sverige och vissa andra länder "S", ett horisontellt streck eller en pil).
Vid järnvägen känner de vanligaste systemen av om tåget kommer, genom att de två rälerna kortsluts, och kan ge fri väg genom gatukorsningar. Det finns även spårledningar för gatuspår, men dess utformning skiljer sig från järnvägsspårledningarna eftersom en järnvägsspårledning inte skulle fungera i gatumiljö.
Spårvägens växlar hanteras som regel av föraren. Förr med hjälp av ett växelspett. Numera ofta på elektronisk väg inifrån vagnen. Vid järnvägen sköts detta oftast av tågklarerare genom fjärrstyrning.
Linjespänning
Den elektriska spänningen är som regel avsevärt mycket lägre än hos järnvägen. Som regel används 600–750 V likspänning för spårväg i de flesta länder (att jämföras med Sveriges järnvägsnät som har växelspänning 15 kV 16 2/3 Hz, eller Danmarks järnvägsnät som använder växelspänning 25 kV 50 Hz). En lägre spänning minskar isoleringskraven (och därmed säkerhetsavstånden). De högre strömmarna som blir följden ökar förlusterna, men de korta avstånden och högre trådens tvärsnittsarea håller nere dem. Dessutom slipper man induktivt spänningsfall vid likspänning.
Spårvidd
Spårvägar i Sverige normalspår, 1435 millimeter. Meterspår, det vill säga 1000 millimeter, har i Sverige använts för hästspårvägen i Göteborg, stadsspårvägen i Kiruna, samt spårvägen i Ulricehamn. Bland andra Helsingfors spårväg har meterspår, och den är vanlig i många länder. Bredspår finns till bland annat på Rigas spårväg och Daugapils spårväg i Lettland samt i USA, till exempel på New Orleans spårväg.
Hastighet
Bangeometrins flexibilitet, samtrafiken med vägtrafikfordon och avsaknaden av fjärrblockeringssystem gör att hastigheten på spårvägar sällan är hög. I Sverige är största tillåtna hastighet 80 km/h på egen banvall. Vanligt är annars 60 km/h. I innerstadstrafik går det betydligt långsammare. Moderna spårvagnar har vanligtvis en elektronisk spärr som förhindrar att vagnen framförs fortare än tillåtet. Vid över 60 km/h krävs i Sverige ett signalsäkerhetssystem.

### Snabbspårväg

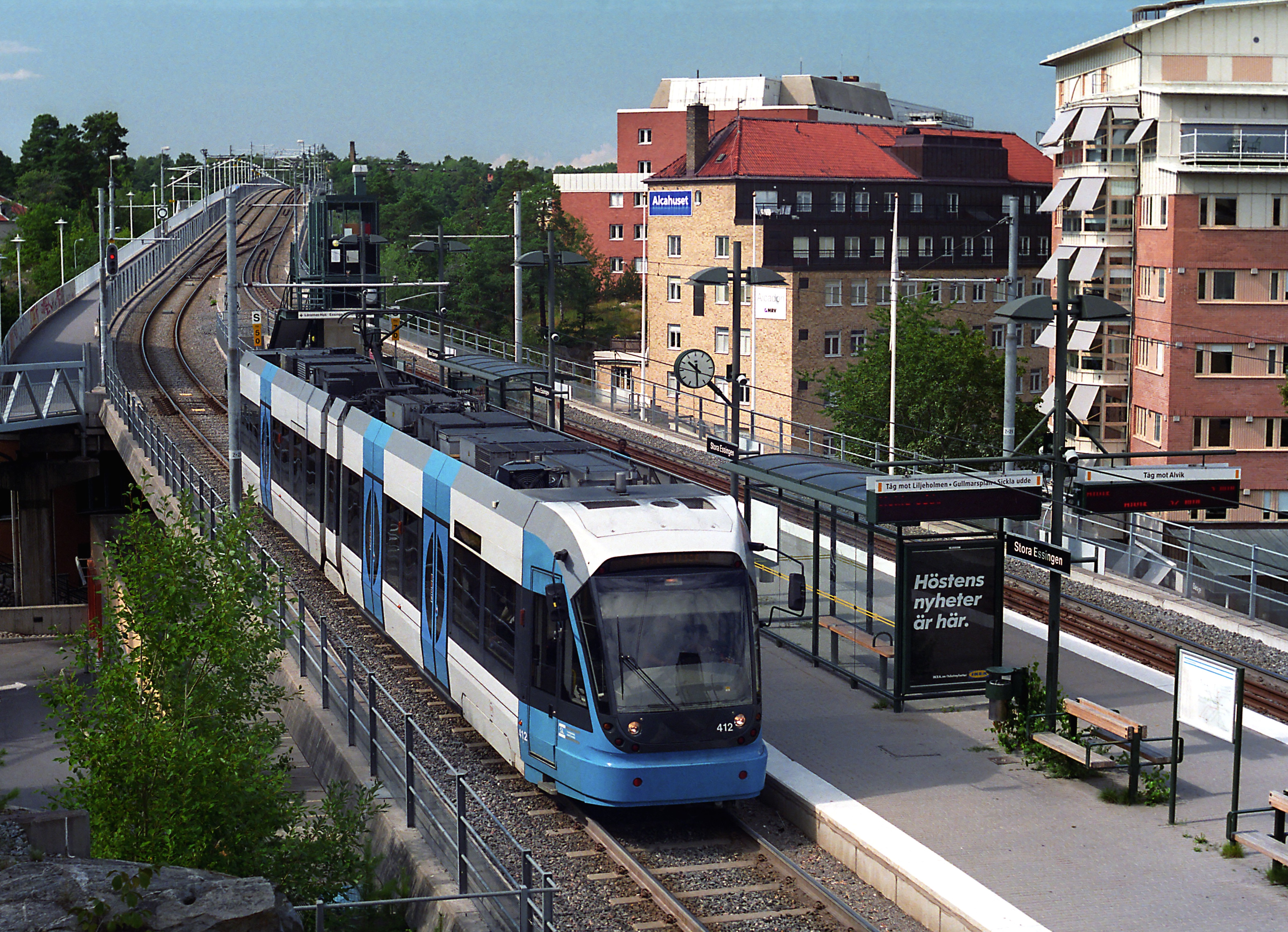
Tvärbanan i Stockholm är en snabbspårväg.

En snabbspårväg är en spårväg med större kurvradier och i huvudsak anlagd på egen banvall. Avståndet mellan hållplatserna är glesare än för en vanlig spårväg. Exempel är Angeredsbanan i Göteborg och Tvärbanan i Stockholm. Vissa snabbspårvägar, till exempel Tvärbanan, har signalsystem för att förhindra påkörning bakifrån och tillåta högre hastigheter.

## Spårvägar runt om i världen

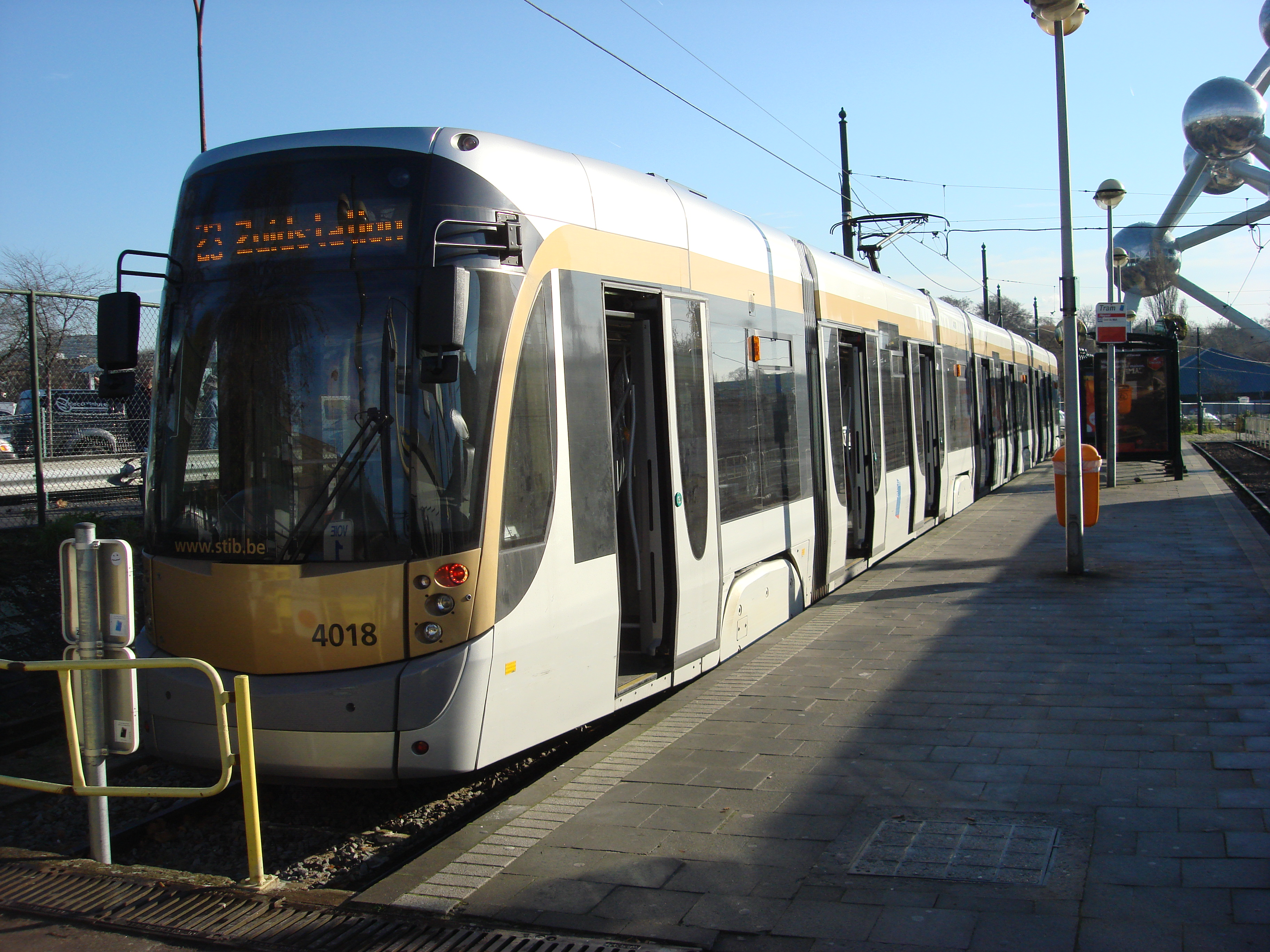
Spårvagn i Bryssel.

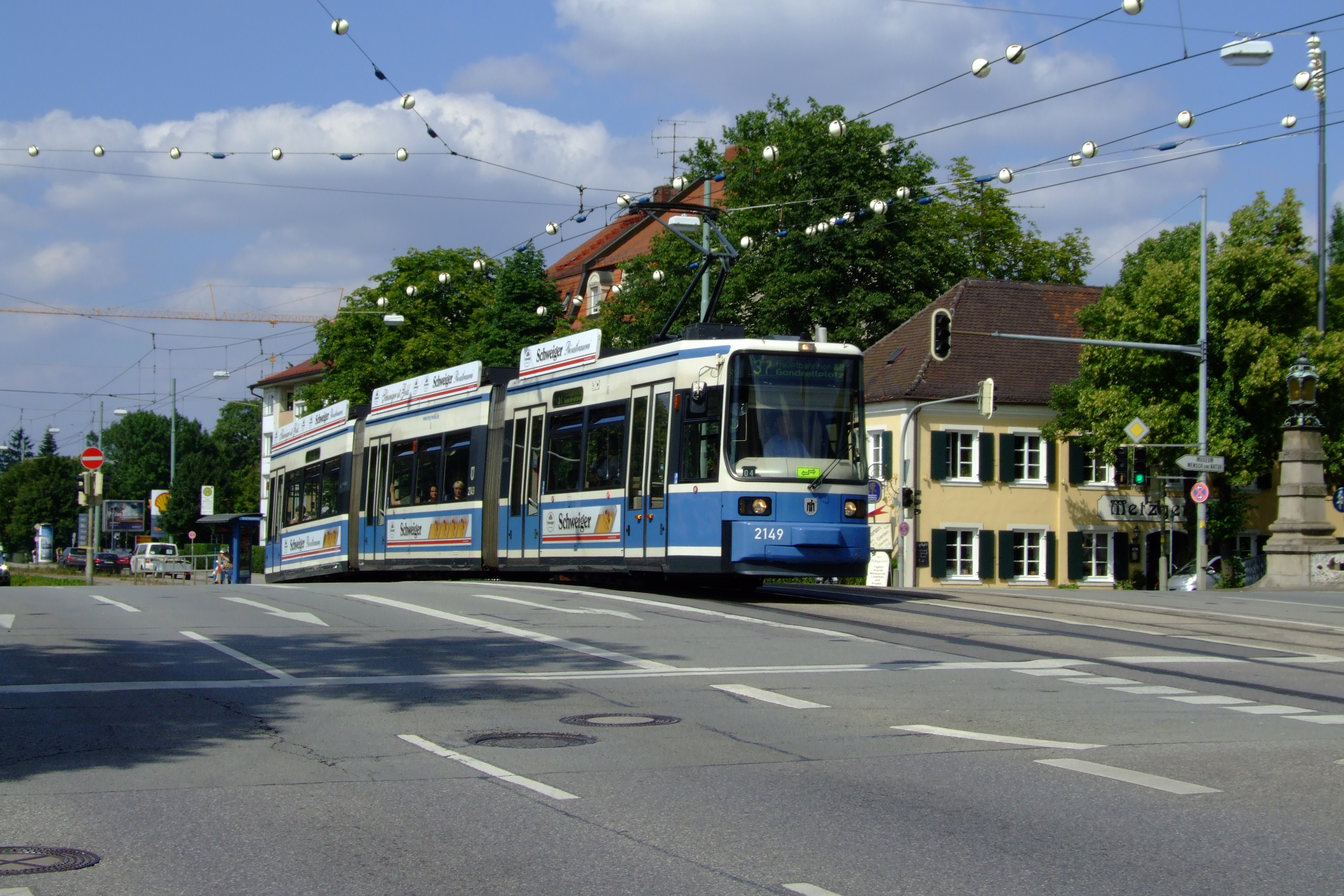
Münchens spårvägars spårvagn av typen R i München.

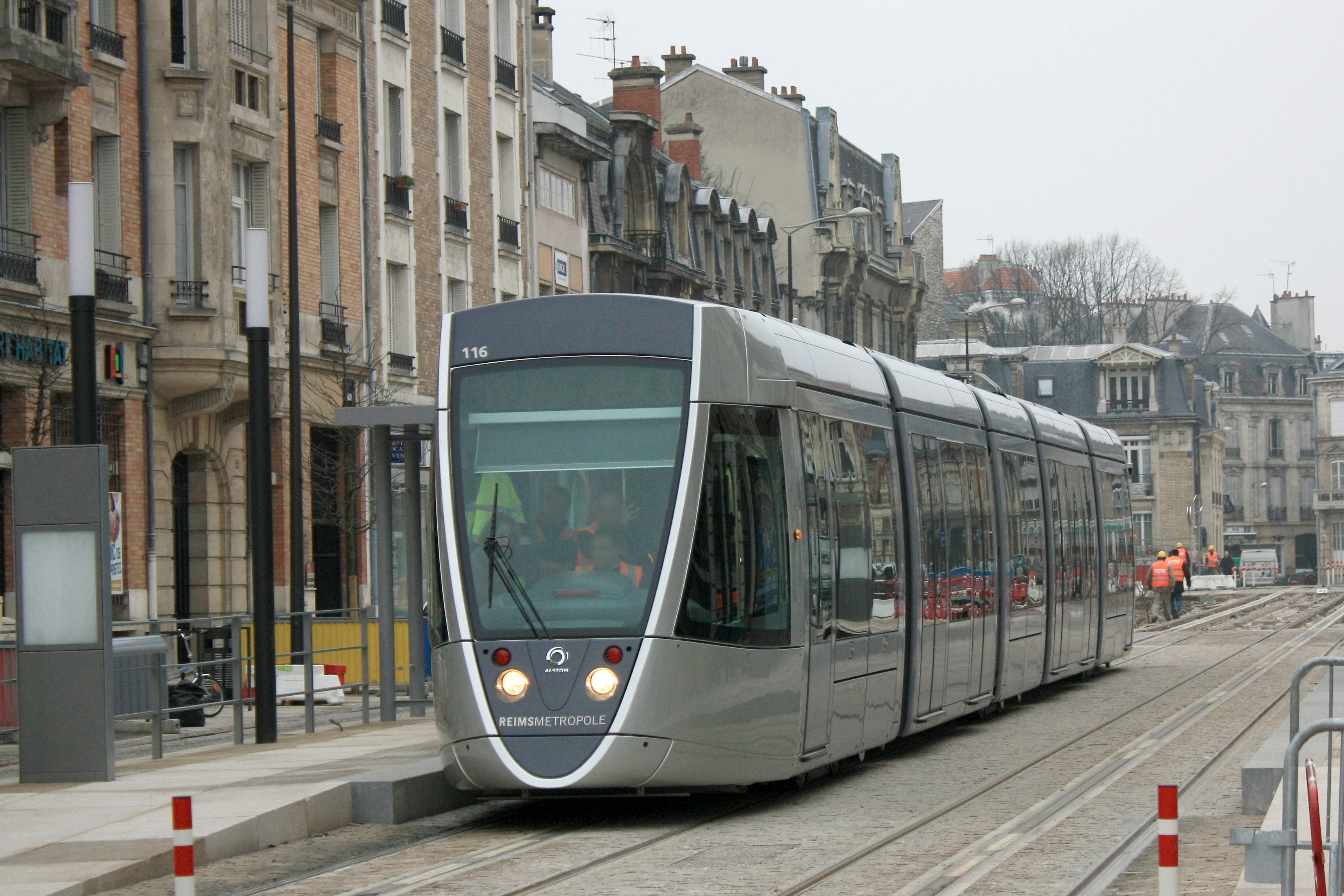
Spårvagn under provkörning i Reims.

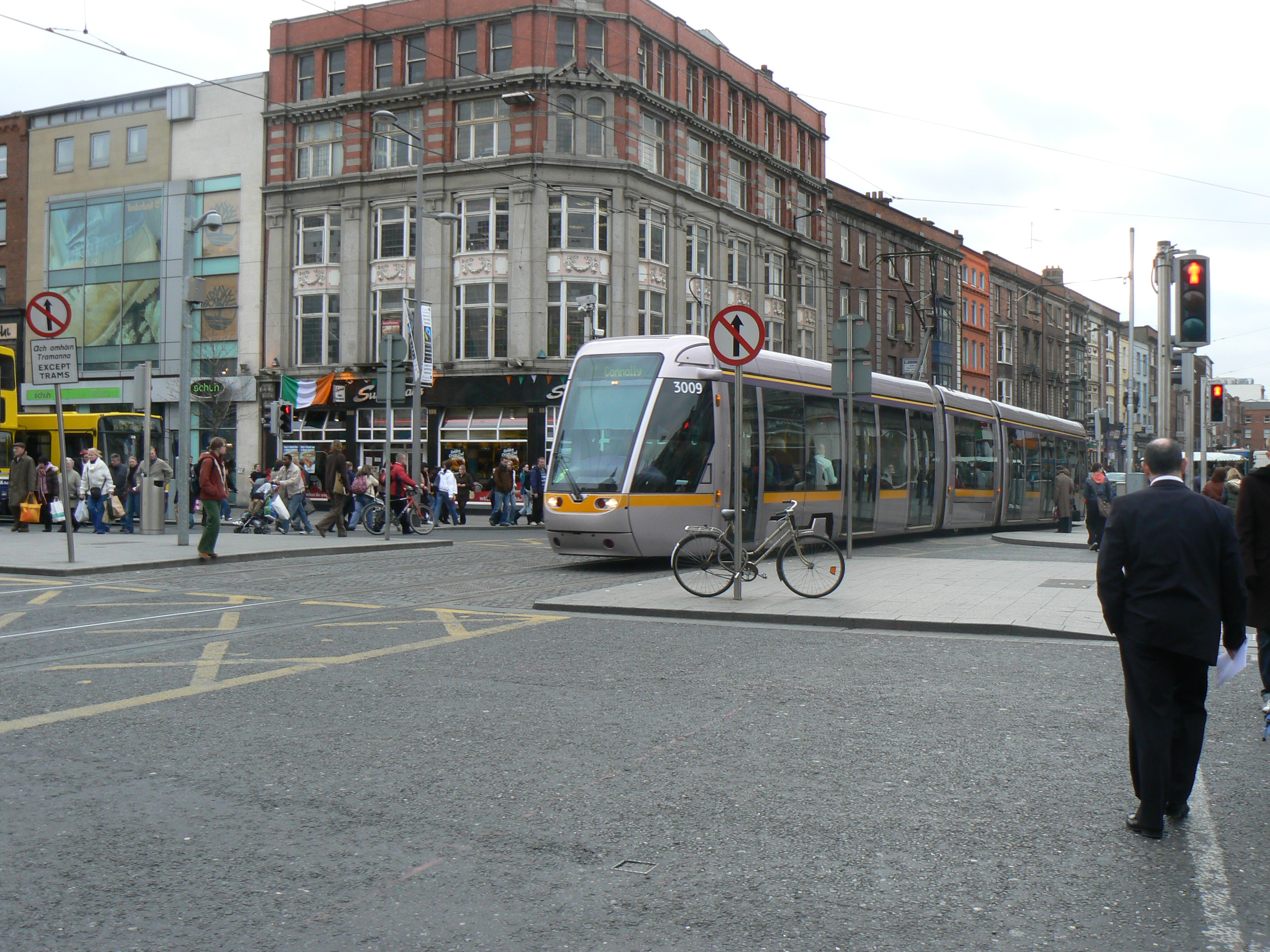
Spårvagn i Dublin.

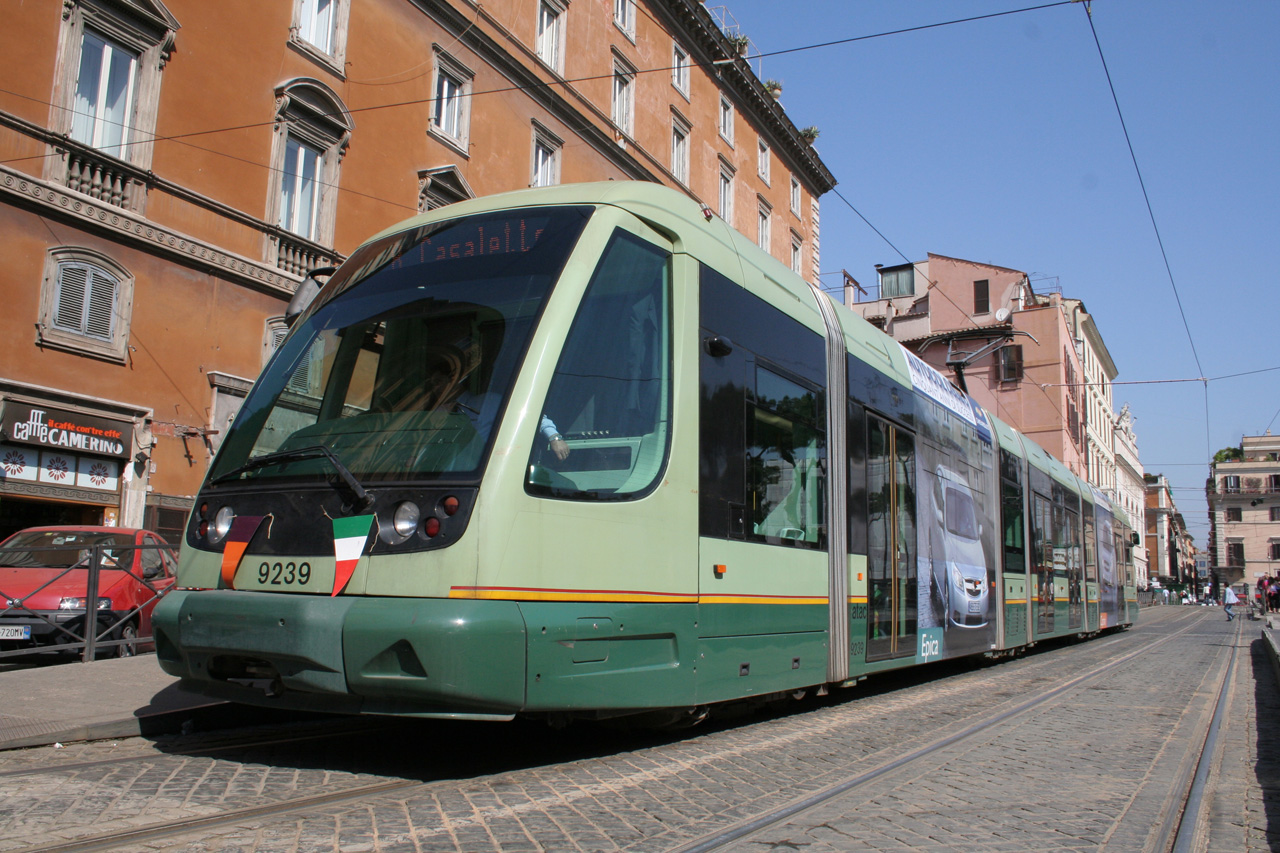
Spårvagn i Rom.

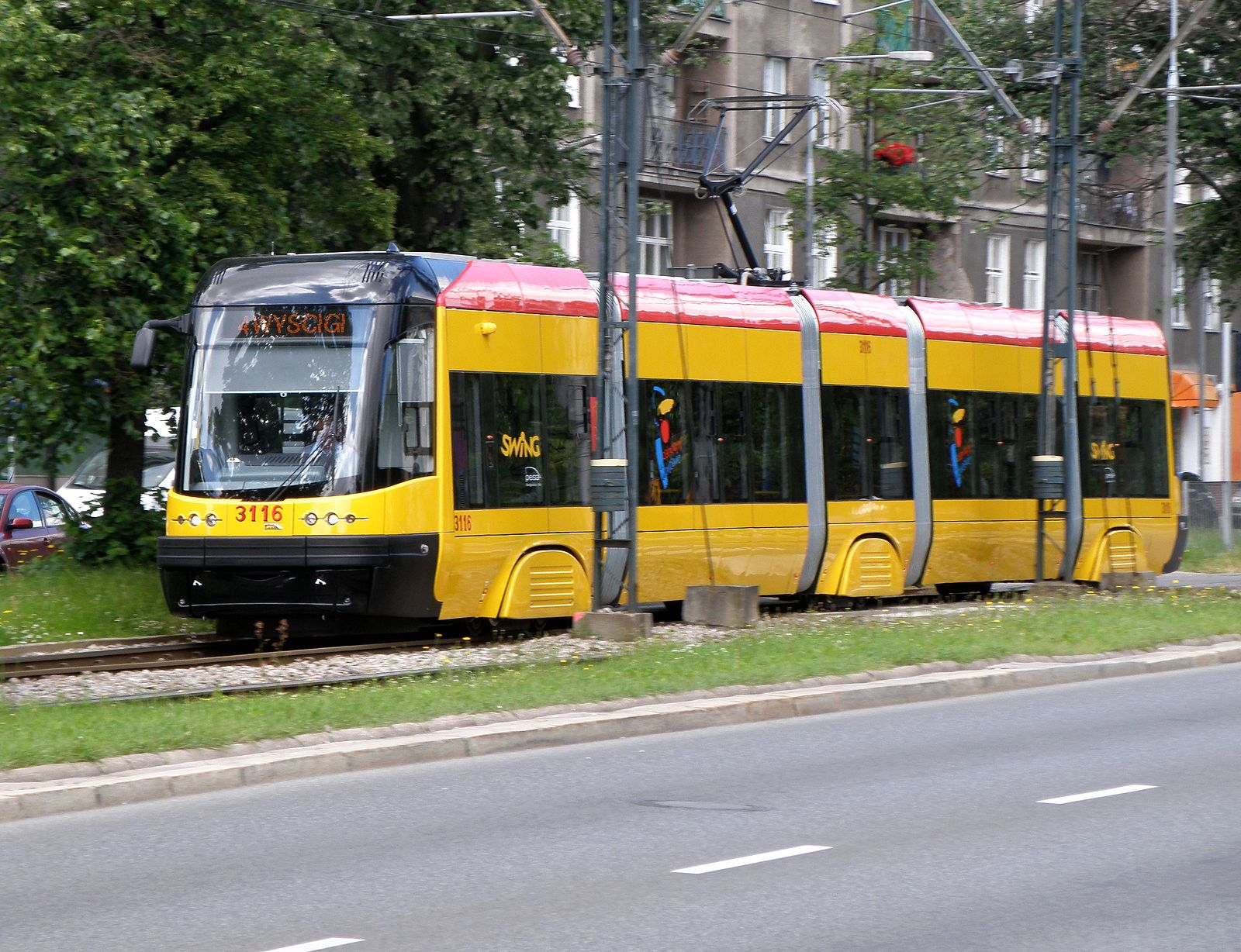
Spårvagn i Warszawa.

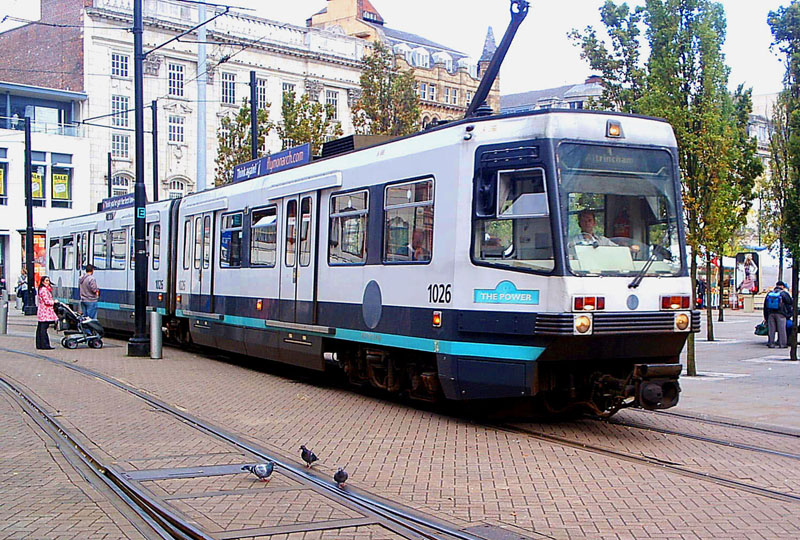
Spårvagn i Manchester av littera T-68.

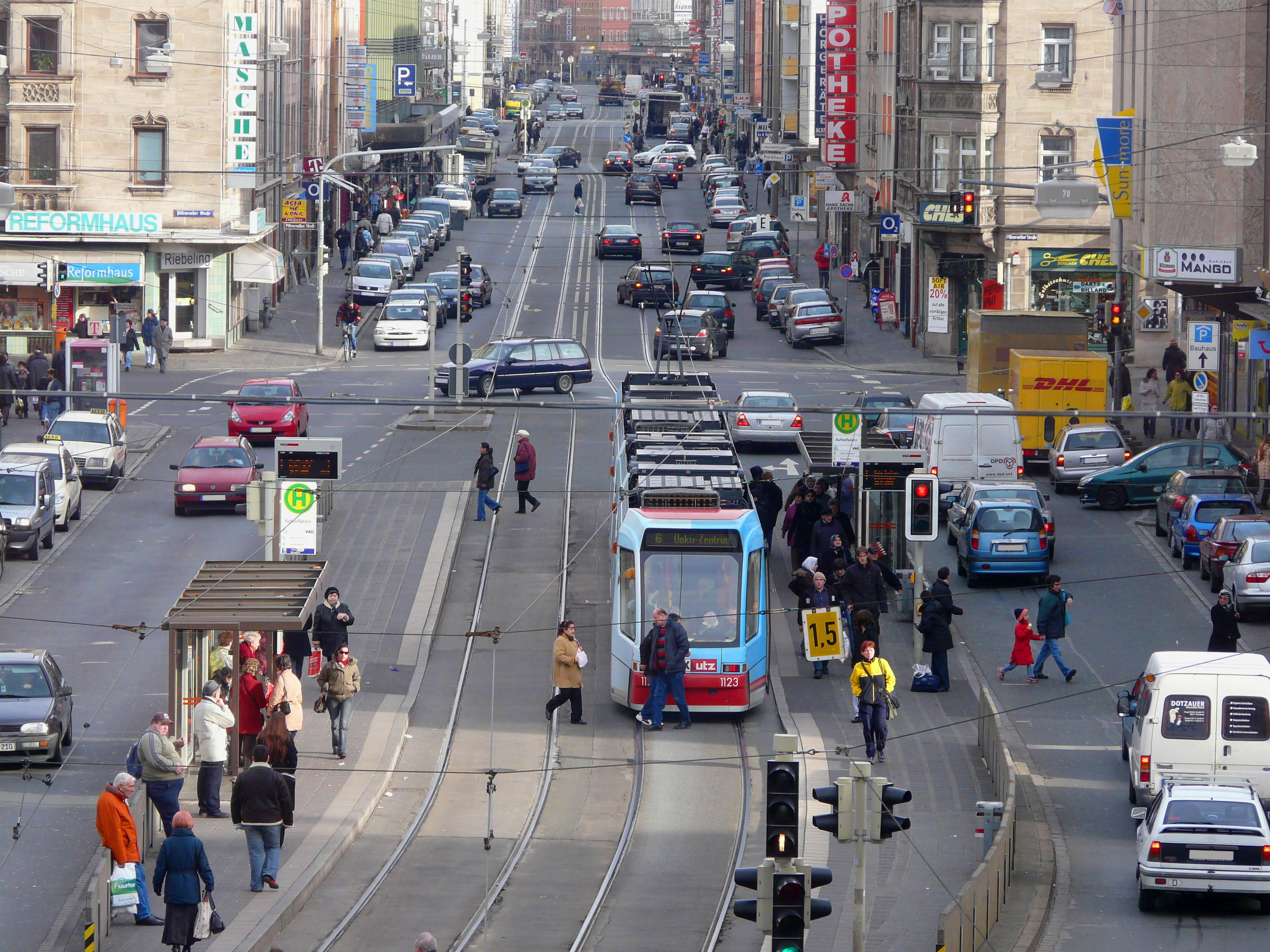
Nürnbergs spårväg. Hållplatsen Aufsessplatz, belägen i gatans mitt.

Nedan listas några exempel:

### Belgien
Belgien hade under en tid något som möjligen var världens största spårvägsnät i förhållande till landets storlek. Systemet hette Tramways vicinaux eller Buurtspoorwegen och spåren började byggas som olika stads- och regionala spårvägar under 1800-talets slut. Dessa spårvägar byggdes så småningom samman till ett sammanhängande nät som år 1945 var hela 4811 kilometer långt - längre än landets konventionella järnvägsnät.
Efter Andra världskriget började banorna monteras ner. Nätet blev fragmenterat och finns nu endast som ett antal lokala spårvägar. Undantaget är Kusstram, en spårvägslinje som följer hela Belgiens kust och förbinder olika städer och orter, precis som Tramways vicinaux gjorde. Den är världens längsta spårvägslinje, om man inte räknar med duospårvägar.
Antwerpens spårväg, Bryssels spårväg, Charlerois stadsbana, Gent, Kusttram

### Danmark
Det finns sedan 1972 ingen reguljär (klassisk) spårvägstrafik, som det tidigare hade funnits i Köpenhamn, Århus och Odense. Nya snabbspårvägar. letbaner, finns sedan 2017 i Århus (Aarhus Letbane) och sedan 2022 i Odense (Odense Letbane).
I Köpenhamn startade byggnationen av en 28 km lång snabbspårväg längs ringvägen Ring 3 år 2018. Hovedstadens Letbane förväntas i trafik längs delar 2025 och färdig år 2026.
Det finns en museispårväg nära Ringsted.

### Frankrike
Spårvägen i Frankrike i sin moderna form, med fokus på design, tillgänglighet och positiv stadsomvandling, började försiktigt 1985 i Nantes. Grenoble följde efter 1987 med de första låggolvvagnarna i reguljär trafik. I Strasbourg invigdes spårväg 1994.
| ”                    | Med de modernt formgivna spårvagnarna etablerades principen med biltrafikrestriktioner och omvandling av de centrala spårvägsstråken till gågator, med anläggande av infartsparkeringar utmed de nya linjerna, med generell upprustning av gaturummet, med stort inslag av grässpår och reserverat utrymme för spårvägen, med djärv formgivning av spårvagnar och infrastruktur. | „ |
| – Trafikverket, 2020 | |   |

Strasbourgs spårväg inspirerade andra nya spårvägar i Frankrike.

### Finland
Befintliga system är Helsingfors spårvägar och Tammerfors spårvägar. Dessutom har spårväg funnits i Åbo (Åbo spårvägar) och Viborg (Viborgs spårvägar).

### Norge
Bergens spårvägar, Spårvägen i Oslo och Gråkallbanen i Trondheim.

### Polen
Bydgoszcz spårvägar, Bytom, Chorzów, Częstochowas spårvägar, Elbląg, Gdańsk, Gliwice, Gorzów Wielkopolskis spårvägar, Grudziądz spårvägar, Katowice, Kraków, Łódź, Poznań, Szczecins spårvägar, Toruńs spårvägar, Warszawa och Wrocław

### Storbritannien
Birmingham, Blackpool, Edinburgh, Londons spårväg, Manchester, Nottingham och Sheffield.
Flera turist- och museispårvägar, däribland Great Orme Tramway i Llandudno.

### Schweiz
Spårvagnstrafik finns i Basel, Bern, Genève, Neuchâtel och Zürich

### Sverige
Spårvagnstrafik finns i Göteborg / Mölndal, Norrköping, Lund och Stockholm med förorter. Museispårväg i Malmköping.

### Tyskland
- Augsburg
- Berlin (Berlins spårväg)
- Bielefeld
- Bochum
- Bonn (Stadtbahn Rhein-Sieg)
- Brandenburg an der Havel
- Braunschweig
- Bremen
- Chemnitz
- Cottbus
- Darmstadt
- Dortmund
- Dresden
- Duisburg
- Düsseldorf (Düsseldorfs spårväg)
- Erfurt
- Essen
- Frankfurt am Main (Frankfurt am Mains spårväg samt tunnelbanan)
- Frankfurt an der Oder
- Freiburg im Breisgau
- Gelsenkirchen
- Gera
- Gotha
- Görlitz
- Halle
- Hannover
- Heidelberg
- Jena
- Karlsruhe
- Kassel (Kassels spårväg)
- Krefeld
- Köln (Stadtbahn Rhein-Sieg)
- Leipzig
- Ludwigshafen
- Magdeburg
- Mainz
- Magdeburg
- Mannheim
- Mülheim an der Ruhr
- München (Münchens spårväg)
- Nordhausen
- Nürnberg
- Potsdam
- Rostock
- Saarbrücken
- Schwerin
- Stuttgart (Stuttgarts stadsbana)
- Ulm
- Würzburg
- Zwickau

### Österrike
Spårvagnstrafik finns i Gmunden, Graz, Innsbruck, Linz och Wien

## Rekord
- Den äldsta fortfarande trafikerade spårvägssträckan i världen är Massachusetts Bay Transportation Authoritys gröna linje i Boston med sina fyra grenar, B, C, D och E. De öppnade som hästspårväg 26 mars 1856.
- Melbournes spårvägar är med omkring 245 kilometer det största sammanhängande linjenätet. Det näst största nätet finns i Sankt Petersburg[källa behövs]. Det har funnits ännu större linjenät, till exempel i Berlin med över 630 km 1930.
- Zürich har världens mest trafikerade spårvägsnät, med 202,5 miljoner passagerare per år.
- Den brantaste spårvägssträckan i reguljär trafik finns i Mainz i Tyskland. Maximal lutning mellan Schillerplatz och Gautor är 9,549%.